# Mathias Graf
Pour les articles homonymes, voir Graf.
Mathias Graf, né le 6 avril 1782 à Mulhouse et mort le 15 décembre 1839 dans la même ville, est un médecin, pasteur et historien alsacien, auteur de Notices historiques sur la ville de Mulhouse.
En 1803 il soutient une thèse de médecine à Strasbourg sous le titre Dissertation sur l'asphyxie.
Une rue de Mulhouse porte son nom.